# Trường Đại học Quốc tế Bắc Hà
Trường Đại học quốc tế Bắc Hà là một trường đại học có trụ sở chính tại thị trấn Lim - huyện Tiên Du - tỉnh Bắc Ninh. Trường được thành lập năm 2007. Điểm học hiện tại Khu văn hóa nghệ thuật, Mai Dịch, Cầu Giấy, Hà Nội. Đây là trường Đại học Quốc tế chất lượng cao ngoài công lập của Việt Nam. Trường đào tạo hai cấp là đại học (cử nhân, kỹ sư) và cao đẳng, bao gồm những lĩnh vực sau: Điện tử - Tin học - Viễn thông, Tài chính-Ngân hàng, Kế toán, Quản trị kinh doanh; ngoài ra Trường còn có Chương trình đào tạo liên kết du học chuyển tiếp với các trường đại học uy tín trên thế giới ở Anh, Úc và Pháp .
Cơ sở chính của Trường đang được xây dựng tại Làng Đại học thuộc thị trấn Lim, huyện Tiên Du, tỉnh Bắc Ninh, bên cạnh Quốc lộ 1, cách trung tâm thành phố Hà Nội 28 km. Điểm học hiện tại ở số 36 Xuân Thủy, Cầu Giấy, Hà Nội.

## Lịch sử
Dự án xây dựng Trường Đại học Quốc tế Bắc Hà do một số nhà khoa học đã và đang công tác trong các cơ quan Đảng và Nhà nước, các cơ sở đào tạo, nghiên cứu khoa học khởi xướng, Liên hiệp các tổ chức hữu nghị Việt Nam và Hội Hữu nghị Việt - Nga bảo trợ, được trình lên Chính phủ năm 2003.
Ngày 25 tháng 11 năm 2005 Thủ tướng Chính phủ đã đồng ý về nguyên tắc 
Ngày 10 tháng 10 năm 2007 Thủ tướng Chính phủ đã ký Quyết định số 1369/QĐ – TTg cho phép chính thức thành lập Trường Đại học Quốc tế Bắc Hà.
Ngày 4 tháng 4 năm 2011, tại Hà Nội, Trường Đại học Bắc Hà tổ chức Lễ Công bố thành lập Trường Đại học Quốc tế Bắc Hà.

## Chương trình đào tạo
Hiện trường có các khoa và bộ môn sau:
Bậc Đại học
1. Kỹ thuật Điện tử-Viễn thông
2. Công nghệ Thông tin
3. Quản trị kinh doanh
4. Kế toán–Kiểm toán
5. Tài chính–Ngân hàng
6. Xây dựng - Giao thông

### Chương trình liên kết cấp bằng cử nhân Đại học Griffith, Úc
1. Cử nhân Kinh tế chuyên ngành Marketing
2. Cử nhân Kinh tế chuyên ngành Quản trị kinh doanh
3. Cử nhân Kỹ thuật điện tử và Kỹ thuật máy tính
4. Cử nhân Công nghệ thông tin

## Tuyển sinh
Năm học 2011 Trường Đại học Quốc tế tuyển sinh 600 chỉ tiêu cho các hệ đại học và cao đẳng theo các Chương trình đào tạo nói trên. Riêng đối với Chương trình đào tạo liên kết du học chuyển tiếp, Trường tổ chức xét tuyển hồ sơ dựa trên học bạ (không dựa trên điểm sàn đại học).
Trường ĐHQT Bắc Hà không tổ chức thi mà chỉ tổ chức xét tuyển sinh viên vào học hệ đại học và cao đẳng dựa trên điểm thi đại học, cao đẳng theo đề thi chung khối A và D1-6 Bộ GD & ĐT. (Những thí sinh đạt điểm sàn đại học, cao đẳng trở lên mới đủ yêu cầu xét tuyển)

## Nghiên cứu khoa học
Các chương trình nghiên cứu khoa học đang được thực hiện tại Trường Đại học Quốc tế Bắc Hà
- Innovative broadband Internet access for rural areas of Vietnam using WiMAX technology via television broadcasting infrastructure.

Dự án "Truy nhập Internet băng rộng tiên tiến cho các vùng nông thôn của Việt Nam sử dụng công nghệ Wimax trên cơ sở hạ tầng truyền hình" (Innovative broadband Internet access for rural areas of Vietnam using WiMAX technology via television broadcasting infrastructure) do ISIF tài trợ năm 2009 có kinh phí 28.500USD.
- A novel Maritime Search and Rescue System based on GPS Wireless Ad-Hoc Network

Dự án "Hệ thống Cứu hộ, cứu nạn trên biển dựa trên mạng Adhoc vô tuyến GPS" do ISIF tài trợ năm 2010 có kinh phí 40.000AUD.

## Hội nghị-Hội thảo
Các hội nghị, hội thảo do Trường Đại học Quốc tế Bắc Hà tổ chức trong thời gian vừa qua:
- The 6th International Conference on Information Technology and Applications (ICITA 2009) từ 9-12 tháng 11 năm 2009 do Trường Đại học Quốc tế Bắc Hà làm chủ nhà.
- Internet access for rural areas of Vietnam using WiMAX technology via television broadcasting infrastructure, do Trường Đại học Quốc tế Bắc Hà và Hiệp hội Truyền thông IEEE Việt Nam (IEEE Comsoc Vietnam Chapter) đồng tổ chức ngày 7/3/2010.
- Hội thảo Khủng hoảng tài chính toàn cầu: Nguyên nhân và tác động] do Trường Đại học Quốc tế Bắc Hà tổ chức ngày 6/10/2009.

## Hội đồng Trường
1. PGS. TS. Trần thị Tâm Đan - Chủ tịch Hội đồng Trường
2. Ngô Đình Loan - Phó Chủ tịch Hội đồng Trường
3. PGS. TS. Nguyễn Quốc Trung - Hiệu trưởng
4. Ths. Phạm Văn Hiệp - Phó Hiệu trưởng, Bí thư chi bộ
5. Ths. Nguyễn Minh Huyên - Phó Hiệu trưởng
6. Phạm Thị Kim Tân - Chánh Văn phòng
7. Phạm Thúy Hà - Phó phòng Đào tạo và Công tác sinh viên
8. Nguyễn Thị Huyền - Phó phòng Khảo thí và Đảm bảo chất lượng
9. Đào Quốc Tiến - Trưởng Ban Thanh tra và Giám sát
10. TS. Nguyễn Đình Nam - Trưởng phòng nghiên cứu khoa học và hợp tác quốc tế
11. Nguyễn Thị Hằng - Phó Giám đốc Trung tâm ngoại ngữ tin học BHIU, Thư ký
12. Đặng Đình Việt - Bí thư Đoàn Thanh niên cộng sản Hồ Chí Minh, Trưởng phòng Lưu Trữ và Truyền thông
13. Ths. Lê Thanh Trường - Phó khoa Xây dựng
14. Ths. Vũ Thị Ngọc Anh - Giảng viên khoa Công nghệ Thông tin
15. Hoàng Thị Tuyến - Ủy viên Công đoàn Trường
16. GS. TSKH. Phan Anh - Đại diện nhà khoa học
17. Nguyễn Minh Cường - Giám đốc Công ty Jakma
18. Ngô Tùng Lâm - Đại diện cựu sinh viên
19. Trần Hữu Thiện - Đại diện sinh viên

## Ban Giám Hiệu
Hiệu Trưởng:
- PGS. TS Nguyễn Quốc Trung

Các Phó Hiệu Trưởng:
- Ths. Phạm Văn Hiệp

## Danh sách Hội đồng Khoa học và Đào tạo
(Ban hành kèm theo Quyết định số 60/QĐ-ĐHQTBH ngày 12 tháng 6 năm 2013)
- NGƯT-PGS.TS. Lê Văn Một - Hiệu trưởng - Chủ tịch Hội đồng.
- Ths. Đặng Anh Chung – Phó Hiệu trưởng – Phó Chủ tịch Hội đồng.
- PGS.TS. Nguyễn Đình Hóa - Trưởng Khoa Công nghệ thông tin và truyền thông - Ủy viên.
- PGS.TS. Từ Quang Phương - Trưởng Khoa Kinh tế và Quản trị kinh doanh - Ủy viên.
- TS. Vũ Thị Hòa – Phó Trưởng Khoa Kinh tế và Quản trị kinh doanh - Ủy viên
- PGS.TS. Đỗ Văn Chừng - Thường trực Hội đồng Quản trị - Ủy viên
- PGS.TS. Nguyễn Thị Quy – Trường Đại học Ngoại thương - Ủy viên
- Ths. Lê Hồng Linh - Trưởng Bộ môn Tiếng Anh - Ủy viên
- PGS.TS. Trần Xuân Nam – Phụ trách du học chuyển tiếp - Ủy viên
- PGS-TS. Vũ Minh Trai - Trường Đại học KTQD - Ủy viên
- PGS.TS. Vũ Duy Hào - Trưởng Bộ môn TCDN - Trường Đại học KTQD – Ủy viên
- PGS.TS. Phạm Bích Chi – Trưởng Bộ môn Kế toán - Trường Đại học KTQD - Ủy viên
- Ths. Lưu Thị Ánh Xuân –Phó Tổng Giám đốc VP Bank- Ủy viên
- PGS.TS. Nguyễn Ngọc Quang – Trường Đại học KTQD - Ủy viên
- PGS.TS. Nguyễn Bạch Nguyệt – Trường Đại học KTQD - Ủy viên
- PGS.TS. Nguyễn Lê Ninh – Trường Đại học Quốc tế Bắc Hà - Ủy viên
- GS.TS. Nguyễn Huy Thanh - Trường Đại học Quốc tế Bắc Hà - Ủy viên
- PGS.TS. Lý Trần Cường – Trường Đại học Xây dựng - Ủy viên
- PGS.TS. Lê Hồng Thái – Trường Đại học Xây dựng - Ủy viên
- PGS.TS. Đỗ Trung Tuấn – Trường ĐHQG Hà Nội - Ủy viên
- GS.TS. Phan Quang Minh – Trường Đại học Xây dựng - Ủy viên
- TS. Nguyễn Hữu Đoàn – Trường Đại học KTQD - Ủy viên
- Ths. Nguyễn Thị Hoa – Trưởng phòng Đào tạo và Công tác sinh viên
- Ths. Phạm Thị Thùy Trinh - Ủy viên
- TS. Nguyễn Thanh Bình - Trường Đại học Quốc tế Bắc Hà - Ủy viên
- TS. Nguyễn Thị Hiên – Trưởng Bộ môn Toán - Ủy viên
- Ths. Lê Thị Hồng Phượng - Trường Đại học Quốc tế Bắc Hà - Ủy viên
- Ths. Nguyễn Cao Khải – Giám đốc Trung tâm ĐBCL&TTGD

## Đối tác hợp tác
Đại học Quốc tế Bắc Hà thực hiện hợp tác với nhiều trường đại học tiên tiến, các tổ chức quốc tế và trong nước để thực hiện mục tiêu đào tạo và nghiên cứu phát triển theo tiêu chuẩn quốc tế. Trường hầu hết sử dụng đội ngũ giáo viên trẻ (mới tốt nghiệp đại học) rất đông đảo, đầy nhiệt huyết. Các phong trào như Bóng đá, Cầu lông luôn được chú trọng đặc biệt.

### Đối tác trong nước
- Tập đoàn Công nghệ CMC
- Hội Vô tuyến Điện tử Việt Nam
- Hội Doanh nghiệp Trẻ Việt Nam

### Đối tác nước ngoài
- Griffith University, Úc
- University of New England, Úc
- Worcester University, Anh
- Buckinghamshire of New University, Anh
- École Supérieure de Commerce de Pau, Pháp